# André Pagnillo
André Pagnillo (São Paulo, 26 de setembro de 1974) é um jogador de pôquer profissional brasileiro.
É detentor de 21 mesas finais em 51 torneios, disputados em Las Vegas entre 2006 e 2012, sendo o único brasileiro a conseguir tal feito.